# Villa Terrazas
Villa Terrazas är en ort i Mexiko.   Den ligger i kommunen Axtla de Terrazas och delstaten San Luis Potosí, i den centrala delen av landet, 220 km norr om huvudstaden Mexico City. Villa Terrazas ligger 86 meter över havet och antalet invånare är 6 522.
Terrängen runt Villa Terrazas är kuperad åt sydväst, men åt nordost är den platt. Runt Villa Terrazas är det tätbefolkat, med 427 invånare per kvadratkilometer. Närmaste större samhälle är Tampacan, 15,7 km öster om Villa Terrazas. I omgivningarna runt Villa Terrazas växer huvudsakligen savannskog.